# Кабирион (Лемнос)
Кабирион (греч. Καβείριο ή Ιερό των Καβείρων) — главное место и храм, посвященный служению кабирам на острове Лемнос в северной части Эгейского моря. Святилище расположено у мыса Хлои, вдающегося в бухту Пурния в северо-восточной части острова. Одно из древнейших и известнейших святилищ кабиров, наряду с Кабирионом в Фивах в Беотии, святилищами на островах Самофракия и Имврос. Здесь кабиров почитали как «великих богов», с эллинистического времени (с конца IV века до н. э.) большой популярностью пользовались мистерии, которые совершались в честь кабиров.
С культом лемносских кабиров связан Прометей. Культ Прометея впервые утвердился в Греции на острове Лемносе. Согласно общеизвестной античной традиции, Прометей похитил огонь с горы этого острова Лемноса — Мосихла:

Это там утаен от смертных огонь, 

И его-то похитил мудрец Прометей, 

И за этот обман по воле Судьбы 

Казнит его страшно Юпитер.— Эсхил. Прометей освобождённый
Раскопки проводила Итальянская школа в Афинах. Находки хранятся в Археологическом музее Лемноса в Мирине.